# Ăn thịt đồng loại ở Trung Quốc
Thực hành ăn thịt đồng loại (chữ Hán: 喫人, Hán-Việt: khiết nhân) có một lịch sử đặc biệt kỳ lạ ở Trung Quốc .
Theo Key Ray Chong, trong khi người Trung Quốc không đặc biệt khác biệt với các nền văn hoá khác khi nói tới việc "ăn thịt người để sống sót", thì lại hoàn toàn độc đáo trong việc sử dụng cái gọi là "ăn thịt đồng loại có học" (learned cannibalism). Ăn thịt đồng loại có học, như Key Ray Chong gọi, hoàn toàn trái ngược với định hướng để sống còn, và được coi là "một biểu hiện của tình yêu và hận thù, và một sự mở rộng đặc biệt của học thuyết Nho giáo Khổng học" .

## Ăn thịt đồng loại để thưởng thức
Trong thời cổ đại, ăn thịt đồng loại thường được thực hiện ở Trung Quốc như là một loại nghệ thuật ẩm thực . Theo sử gia Jitsuzo Kuwabara, sau đây là những phương pháp nấu ăn phổ biến nhất cho món thịt người:
1. Phủ (脯 fu3): cắt và sấy thịt
2. Canh (món ăn) (羹 geng1): đun sôi trong món canh
3. Hải (醢 hai3): xay nhỏ thịt
4. Luyến (臠 luan2): cắt thịt

Hải cũng là một phương pháp trừng phạt ở Trung Quốc cổ đại.
Năm 2006, Cục An ninh Công cộng và các phương tiện truyền thông địa phương của Lan Châu đã xác nhận việc phát hiện ra hai cánh tay người được "ướp gừng và ớt" trong một bãi chôn lấp Lan Châu .

## Ăn thịt người để chữa bệnh
Ăn thịt người vì mục đích chữa bệnh không phải là không phổ biến trên thế giới. Kể từ thời nhà Đường, một số người con trai tận hiếu đã nói rằng họ cắt bớt đùi của họ để cho bố mẹ có bệnh ăn. Mặc dù cấm thực hành nhiều lần, các con trai được xếp là "người con hiếu thảo" trong các hồ sơ chính thức và không chính thức. Tuy nhiên, những năm sau đó, các học giả Tân Nho giáo (Neo-Confucian) đã chỉ trích nó và có thể đã bị giả mạo hoặc thuần túy là biểu tượng trong nhiều trường hợp.
Ý tưởng cho rằng việc ăn thịt người có thể có tác dụng chữa bệnh, qua nhiều năm thậm chí đã dẫn đến một số người phạm tội giết người. Một báo cáo chi tiết về các thái giám đã ăn thịt con trai đồng trinh để cố gắng khôi phục lại khả năng tình dục của mình. Trường hợp khác là một người đàn ông, đã uống máu của những phụ nữ trẻ trong nỗ lực tuyệt vọng để trẻ hóa. Một tác gia Trung Quốc cũng đã trải qua chia sẻ công bằng về ăn thịt đồng loại. Trong cuốn tiểu thuyết mang tính "Y học" của nhà văn nổi tiếng Trung Quốc Lỗ Tấn (1881-1936), chúng ta tìm hiểu về một kẻ cai tù, người bí mật bán bánh mì hấp trong máu của các tù nhân bị tử hình (tiếng Trung: 血饅頭) để người mua về chữa bệnh .
Vào thời nhà Minh, Lý Thời Trân (Li Shizhen) thường nói chi tiết việc sử dụng con người cho mục đích y tế . Theo ông thịt người là một phương thuốc tốt cho chữa bệnh lao. Ông cũng đã viết bài chi tiết về cách sử dụng mồ hôi, nước tiểu, tinh trùng, sữa mẹ, nước mắt, móng và răng để điều trị bệnh.
Năm 2004, The Sydney Morning Herald đã đăng tải một người đàn ông Trung Quốc ở Bắc Kinh, bị bắt vì nghi ngờ đã ăn cắp 30 xác chết từ các nghĩa trang địa phương, nấu thịt của họ trong súp, và nghiền xương để chữa cho người vợ ốm yếu của ông ta .
Năm 2003, Văn phòng Công an tỉnh Quảng Đông đã tìm cách chặn các báo cáo rằng một số nhà hàng ở tỉnh miền nam này đã nấu các em bé chết trong súp và bán thực phẩm cho các doanh nhân đến từ Đài Loan và Hồng Kông. Vào những năm chín mươi, cũng ở Quảng Đông, người ta phát hiện ra rằng thai nhi đang bị buôn bán và đun sôi để làm súp được đưa ra thị trường như là phương pháp chăm sóc sắc đẹp .
Năm 2012, việc dùng nhau thai người được ghi nhận là "không hiếm" ở Trung Quốc .
Arthur Waldron, giáo sư Quan hệ Quốc tế tại Đại học Pennsylvania, đã liên kết về ăn thịt đồng loại với các cáo buộc gần đây do Harry Wu đưa ra, rằng chính phủ Trung Quốc đang thả lỏng cho việc cấy ghép các cơ quan nội tạng lấy từ các tù nhân .

## Ăn thịt người vì thù địch
Trong lịch sử các triều đại phong kiến thường có mô tả về những vụ ăn thịt người cá biệt trong bối cảnh thù địch. Ví dụ như Vương Mãng, người cướp ngôi triều đại Hán, đến lúc kết cục đã bị lính phiến quân cắt lưỡi của ông ta và ăn.
Theo sách Cựu Đường thư thì Wang Juncao đã đâm Li Junze để trả thù cho cha mình. Ông ta cắt bụng, ăn trái tim và gan. Wang Ban đã gia nhập lực lượng viễn chinh của Nhà Tùy để đến triều đại nhà Trần để trả thù vị cựu hoàng Trần Vũ Đế. Ông ta đột nhập vào lăng mộ của hoàng đế, đốt xương, hòa tro vào nước và uống chúng. Hành động này được Tùy thư ghi lại trong phần về lòng hiếu thảo và công lý.

## Ăn thịt người trong văn học Trung Quốc
Ăn thịt người cũng rất phổ biến trong văn học Trung Quốc. Nhà văn nổi tiếng Lỗ Tấn đã viết cuốn Nhật ký của một người điên, trong đó mô tả một người điên dần dần trở nên tin tưởng rằng lịch sử văn minh Trung Quốc có thể được tóm gọn bằng hai chữ "ăn thịt người", và rằng bạn bè và họ hàng của ông ta đều muốn ăn thịt ông ta.